# Белькачинская культура
Белькачинская культура — археологическая культура Якутии эпохи неолита (4-3 тысячелетия до н. э.). Название получила по многослойной стоянке Белькачи I на реке Алдан, открытой в 1964 году археологом Ю. А. Молчановым.
Большинство орудий изготавливалась из кости (кинжалы, наконечники стрел, копий и гарпунов, иглы). Керамика представлена яйцевидными сосудами с отпечатками шнуровой орнаментации. В захоронениях использовалась охра. Сменилась ымыяхтахской культурой. 
Носителей культуры связывают с носителями дене-енисейских языков, или же с предками так называемых палеоэскимосов. По данным палеогенетики, белькачинцы родственны палеоэскимосам культуры Саккак из Гренландии 2-го тысячелетия до н. э.